# 大科舍利夫卡
51°14′38″N 31°55′20″E / 51.24389°N 31.92222°E
大科舍利夫卡（烏克蘭語：Велика Кошелівка）是位於烏克蘭北部切爾尼希夫州裏尼任區的村莊，始建於1649年，面積6平方公里，海拔高度123米，2001年人口785，人口密度每平方公里130.83人。